# Siège de Nantes (1487)
Pour les articles homonymes, voir Siège de Nantes.
Le siège de Nantes est un épisode de la guerre de Bretagne qui oppose, du 19 juin au 6 août 1487, l'armée du roi de France Charles VIII à celle du duc de Bretagne François II.  Il s'achève par un échec de l'armée française, obligée de lever le siège. 

## Contexte
La compagne débute en mai 1487. François II a été un des protagonistes de la Guerre folle, menée par plusieurs grands féodaux durant la régence d'Anne de France (Anne de Beaujeu), sœur de Charles VIII, après la mort de Louis XI (1483). La Bretagne est notamment utilisée comme refuge par les rebelles de la maison d'Orléans, Louis, héritier présomptif de Charles VIII, et François d'Orléans-Longueville (dit « Dunois », fils de Dunois, compagnon de Jeanne d'Arc). 
Après avoir soumis les provinces de Saintonge et de Guyenne, dont le gouverneur, Odet d’Aydie, est révoqué et remplacé par Pierre II de Bourbon, époux de la régente, l'armée royale remonte vers la Bretagne, reprend Parthenay, et franchit la frontière bretonne au mois de mai.

## Déroulement
L'armée française envahit le comté de Nantes, prenant Ancenis et Châteaubriant, puis met le siège devant Nantes, capitale du duc de Bretagne François II. 
Les assiégeants lèvent le siège le 6 août 1487.

## Bilan
Nantes subit des destructions assez graves.

## Suites
En 1488, a lieu le siège de Fougères, prise le 19 juillet, et surtout la bataille de Saint-Aubin-du-Cormier (28 juillet), victoire française qui précède de peu la mort de François II (9 septembre), laissant le duché à sa fille de 11 ans, la duchesse Anne, que le roi de France épouse en 1491 après avoir fait casser un mariage par procuration avec Maximilien d'Autriche. 